# أندريه ايفانوف
أندريه ايفانوف (الروسية: Андрей Алексеевич Иванов) (8 أكتوبر 1988 موسكو روسيا - ) هو لاعب كرة قدم روسي يلعب كمدافع.

## وصلات خارجية
أندريه ايفانوف على موقع قاعدة بيانات كرة القدم.إي يو (الإنجليزية)
- أندريه ايفانوف على موقع Soccerway.com (الإنجليزية)